# 闊端
闊端（Köden，《史集》 كوتان  Kūtān，1206年—1247年或1251年），元太宗窝阔台第二子，忽帖尼皇后所生。

## 生平
1235年，蒙古帝国分兵三道伐南宋，阔端将大军从秦、巩入蜀。十一月，攻石门，金将汪世显降蒙。当时金朝亡两年，都总管郭虾蟆据金州、兰州、定州、会州四州，坚守不下。阔端派裨将按竺迩攻克会州，郭斌死，三州降。遂入南宋沔州，俘获知州高稼。 
1236年，大举伐蜀，阔端率汪世显出大散关，分兵命末哥率领按竺迩等出阴平会师成都。九月，阔端与宋朝利州统制曹友闻在阳平关大战，获胜，招降利州路、潼川府路。十月，入成都。1239年，蒙古回师，成都被南宋收复。1241年，阔端再派汪世显，按竺迩等袭克成都府。当年，元太宗去世，乃马真后称制，蒙古停止攻势。1242年，宋朝命余玠为四川安抚制置大使，收复了蒙军占领的部分州县。宋军坚守，蒙军停止进攻。
阔端到西凉府（凉州，今中国甘肃武威市）开府，承制行专封拜。听从河西（西夏）人高智耀的建议，消除儒生的役籍。1246年，其兄贵由即位。1247年，吐蕃诸部宗教界领袖萨迦班智达·贡嘎坚赞（属于萨迦派，简称萨班）与阔端在凉州议定了吐蕃归附的条件，其中包括呈献图册，交纳贡物，接受派官设治，吐蕃地区纳入大蒙古国（蒙古帝国）治下，史称“凉州会盟”。
阔端去世时，西域女巫法提玛用巫蛊术诅咒阔端，撒马尔罕人希雷揭发其事，阔端临死也遣使禀告大汗自己为法提玛所害。经丞相镇海审理，法提玛被处以极刑。不久，又有人告希雷厌禳诅咒皇子忽察，希雷也伏诛。
阔端五子：灭里吉歹、蒙哥都、只必帖木儿、帖必烈、曲烈鲁（后裔为汾阳王别帖木儿、也速不堅）。其女卜鲁罕、八不叉嫁高昌回鹘亦都护纽林·的斤，孙女朵儿只思蛮嫁给高昌王帖睦爾普化（八卜叉之子）。

## 延伸阅读
[在维基数据编辑]
 《新元史/卷111》，出自柯劭忞《新元史》